# خانه خلیلیان
خانه خلیلیان مربوط به دوره صفوی است و در شهرستان نطنز، روستای ابیانه، محله هرده واقع شده و این اثر در تاریخ ۳۰ تیر ۱۳۸۴ با شمارهٔ ثبت ۱۲۱۰۹ به‌عنوان یکی از آثار ملی ایران به ثبت رسیده است.